# Уэмбли (футбольный клуб)
Уэмбли (англ. Wembley F.C.) — английский полупрофессиональный футбольный клуб, базирующийся в Уэмбли, в лондонском боро Брент, Лондон, Англия. Основанный в 1946 году, клуб в настоящее время играет в Северном высшем дивизионе Объединённой футбольной лиги графств.

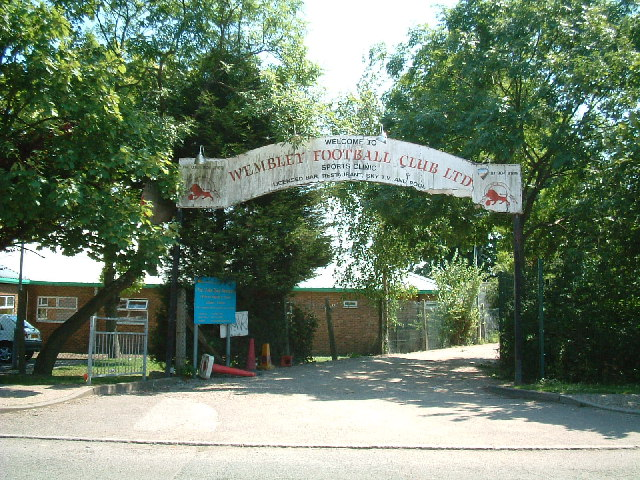
Вход на территорию клуба

В послевоенные времена произошел  английского футбола, когда местные жители решили, что на территории национальных стадионов нужна собственная футбольная команда. Игроки традиционно играют в красной  белой форме, и получили прозвище «Львы» из-за льва на гербе старого района Уэмбли. Местные жители остаются верными клубу и по сей день, а девиз клуба «A Posse Ad Esse» («От возможности к реальности») также красуется на нашем[уточнить] гербе. Традиционными местными соперниками Уэмбли являются Харроу Боро и Эджвер Таун. Клуб Уилдстон также считается принципиальным соперником, но поскольку Уилдстоун регулярно играл в более высоком дивизионе, встречи между клубами были нечастыми.